# Rummets Rest
|  | Denne artikel er oprettet af botten PalnaBot ud fra en ekstern database. Den kan derfor have sproglige fejl eller mangler. Denne skabelon kan fjernes efter kontrol af indholdet. |

Rummets Rest er en animationsfilm fra 1990 instrueret af Kirsten Hammann efter manuskript af Kirsten Hammann.

## Handling
Digtet 'Rummets Rest' bliver 'skrevet' ord for ord igennem videoen.